# Pertya triloba
Pertya triloba là một loài thực vật có hoa trong họ Cúc. Loài này được (Makino) Matsum. miêu tả khoa học đầu tiên năm 1902.